# 2011 au Belize
Chronologie du Belize
- 2007
- 2008
- 2009
- 2010
- 2011
- 2012
- 2013
- 2014
- 2015

Cet article présente les faits marquants de l'année 2011 au Belize.

## Gouvernement
- Monarque : Élisabeth II
- Gouverneur général : Colville Young
- Premier ministre : Dean Barrow
- Ministre de l'Agriculture : Nemencio Acosta
- Chef de l'opposition : Johnny Briceño puis Francis Fonseca

## Statistiques
- x

## Évènements

### Non daté
- Création de plusieurs sites protégés :
  - Parc national de Melinda dans le district de Stann Creek[1].
  - Sanctuaire de la vie sauvage du Labouring Creek Jaguar Corridor, dans le district de Cayo[2].

### Janvier
- 14 - 23 janvier : Copa Centroamericana 2011

### Février
- x

### Mars
- x

### Avril
- 11 avril : les organisations Commonwealth Lawyers Association (en), Human Dignity Trust (en) et la Commission internationale de juristes sont admises comme parties intéressées dans le procès lancé par l'activiste LGBT Caleb Orozco contre la loi anti-sodomie bélizienne[3].

### Mai
- 17 mai : le Diocèse de Belize City-Belmopan, le Diocèse de Belize et la Evangelical Association of Churches sont admis comme parties intéressées dans le procès lancé par l'activiste LGBT Caleb Orozco[3].

### Juin
- Saison cyclonique 2011 dans l'océan Atlantique nord
- 18 juin : la FIFA suspend la Fédération de football du Belize avec effet immédiat, invoquant une « grave ingérence du gouvernement »[4].

### Juillet
- x

### Août
- 19 - 22 août : Tempête tropicale Harvey

### Septembre
- 5 septembre : le gouvernement signe un accord avec les différents gangs de Belize City pour stopper la guerre des gangs[5],[6].
- 9 septembre : le Belize reconnait la Palestine comme un État souverain[7].
- 16 septembre : les États-Unis ajoute le Belize à sa liste noire des pays considérés comme d'importants producteurs ou voies de transit de drogues illégales[8].
- 21 septembre : Fête nationale.

### Octobre
- 14 - 30 octobre : Jeux panaméricains de 2011

### Novembre
- x

### Décembre
- x

## Sport
- Fondation du San Ignacio United FC (en)
- Éliminatoires de la Coupe du monde de football 2014, zone Amérique du Nord, Centrale et Caraïbes, premier tour

## Décès
- 19 septembre : George Cadle Price, homme d'État bélizien, il est considéré comme le « Père de la Nation » pour avoir mené son pays à l'indépendance.